# Bjørn Einar Romøren
Bjørn Einar Romøren (Oslo, 1 de abril de 1981) es un deportista noruego que compitió en salto en esquí. 
Participó en dos Juegos Olímpicos de Invierno, en los años 2006 y 2010, obteniendo una medalla de bronce en Turín 2006, en la prueba de trampolín grande por equipos (junto con Lars Bystøl, Tommy Ingebrigtsen y Roar Ljøkelsøy).
Ganó tres medallas en el Campeonato Mundial de Esquí Nórdico entre los años 2003 y 2011.

## Palmarés internacional
| Juegos Olímpicos   | Juegos Olímpicos       | Juegos Olímpicos  | Juegos Olímpicos |
| Año                | Lugar                  | Medalla           | Prueba           |
| ------------------ | ---------------------- | ----------------- | ---------------- |
| 2006               | Turín (Italia)         | Medalla de bronce | TG por equipos   |
| Campeonato Mundial |                        |                   |                  |
| Año                | Lugar                  | Medalla           | Prueba           |
| 2003               | Val di Fiemme (Italia) | Medalla de bronce | TG por equipos   |
| 2005               | Oberstdorf (Alemania)  | Medalla de bronce | TG por equipos   |
| 2011               | Oslo (Noruega)         | Medalla de plata  | TN por equipos   |